# Бромат калію
Брома́т ка́лію (KBrO3) — неорганічна сполука, що має форму білих кристалів або порошку. Сильний окислювач.

## Отримання
Бромат калію утворюється при пропусканні брому через гарячий розчин гідроксиду калію. Спочатку утворюється нестійкий гіпоброміт калію, який швидко диспропорціонує до броміду та бромату:
{\displaystyle {\mathsf {3Br_{2}+6KOH\ {\xrightarrow {80^{o}C}}\ KBrO_{3}+5KBr+3H_{2}O}}}
{\displaystyle {\mathsf {3Br_{2}+3K_{2}CO_{3}\ {\xrightarrow {80^{o}C}}\ KBrO_{3}+5KBr+3CO_{2}\uparrow }}}
Електроліз розчинів броміду калію також дасть бромат. Обидва процеси аналогічні процесам, що використовуються у виробництві хлоратів.
{\displaystyle {\mathsf {KBr+3H_{2}O\ {\xrightarrow {e^{-}}}\ KBrO_{3}+3H_{2}\uparrow }}}
Бромат калію легко відокремлюється від броміду калію, присутнього в обох методах, завдяки значно нижчій розчинності; коли розчин, що містить бромат калію та бромід, охолоджується до 0 °C, майже весь бромат випадає в осад, тоді як майже весь бромід залишається у розчині.
Окислення брому хлоратом калію в гарячій розбавленій азотній кислоті.
{\displaystyle {\mathsf {Br_{2}+2KClO_{3}\ {\xrightarrow {80^{o}C}}\ 2KBrO_{3}+Cl_{2}}}}
Може бути отриманий при розкладанні пербромату калію.
{\displaystyle {\mathsf {2KBrO_{4}\ {\xrightarrow {275^{o}C}}\ 2KBrO_{3}+O_{2}}}}

## Використання у випічці
Бромат калію зазвичай використовується в США як поліпшувач борошна (номер E E924). Він зміцнює тісто і сприяє більш високому підйому. Оскільки це окислювач, то за належних умов повністю перетвориться на форму із нижчим ступенем окислення при випічці хліба. Однак, якщо додати занадто багато, або якщо хліб не випікається достатньо довго або не при досить високій температурі, то залишиться залишкова кількість, яка може бути шкідливою при споживанні.
Бромат калію також може використовуватися для виробництва солодового ячменю, для чого Американська адміністрація з контролю за продуктами та ліками (FDA) встановила певні умови безпеки, включаючи стандарти маркування готового солодового ячмінного продукту.
Дуже потужний окислювач (Е° = 1,5 вольта, порівнянно з перманганатом калію).

## Регулювання
Бромат калію класифікується як канцероген категорії 2В (можливо канцерогенний для людини) Міжнародним агентством з дослідження раку (IARC).
Бромат калію заборонено використовувати в харчових продуктах у Європейському Союзі, Аргентині, Бразилії Канаді, Нігерії, Південній Кореї, Перу та деяких інших країнах. Було заборонено в Шрі-Ланці в 2001 році Китаї в 2005 році, та Індії у 2016 р.
У Сполучених Штатах Америки він не заборонений. FDA санкціонувала використання бромату до того, як в 1958 році вступив в дію пункт Ділані закону про харчові продукти, ліки та косметику, який забороняє потенційно канцерогенні речовини. Однак з 1991 року FDA закликає пекарів добровільно припинити його використання. У Каліфорнії при використанні бромованого борошна потрібно наносити попереджувальний ярлик.
Японські виробники хлібобулочних виробів припинили добровільне використання бромату калію в 1980 році; однак компанія Yamazaki Baking відновила його використання в 2005 році, стверджуючи, що у них є нові методи виробництва, щоб зменшити кількість хімічної речовини, яка залишилася в кінцевому продукті.